# Finbarr de Cork
 (juin 2017).
Si vous disposez d'ouvrages ou d'articles de référence ou si vous connaissez des sites web de qualité traitant du thème abordé ici, merci de compléter l'article en donnant les références utiles à sa vérifiabilité et en les liant à la section « Notes et références ».
Finbarr de Cork ou Barr ou Barra (né en 550 et décédé en 620), est un évêque de Cork reconnu saint par les églises catholique et orthodoxe.

## Biographie
Il est peut-être né à Bandon et il s'appelle « Lochan ». Il a étudié dans le comté de Kilkenny où il est nommé « Fionnbharr » (« Blond » en gaélique) à cause de la couleur de ses cheveux.
Finbarr se retire à Gougane Barra pour mener une vie d'ermite, entouré de quelques disciples dont Talmach. Lorsque ses disciples devinrent trop nombreux pour le petit ermitage, il transporte sa communauté près de l'embouchure de la Lee, en un lieu marécageux appelé « an Corcach Mór. » Il fonde à cet endroit un monastère qui est le premier établissement de la ville de Cork et qui devint un grand centre d'étude et de formation monastique.
Selon certains auteurs, saint Finbarr a fait un pèlerinage à Rome et est allé prêcher dans l'île de Barra, dans les Hébrides extérieures.
Finbarr est mort à Cloyne près de Cork, est enterré dans l'abbaye Saint-Gilles de Cork (Gill Abbey) en un lieu où est actuellement construite la cathédrale Saint-Finbarr de Cork.
Le nom de « Finbarr », parfois écrit « Finbarre » ou « Finbar », est un nom populaire, fréquemment donné à Cork aux garçons.